# St. Stephen (New Brunswick)
St. Stephen is een plaats (town) in de Canadese provincie New Brunswick en telt 4780 inwoners (2006). De oppervlakte bedraagt 12,43 km².